# WOOD (Mittelwellensender)
WOOD (Branding: NewsRadio Wood 1300) ist ein US-amerikanischer Hörfunksender in Grand Rapids im US-Bundesstaat Michigan. Themenschwerpunkt sind Nachrichten und Diskussionen. Der älteste Radiosender in West-Michigan (Sendestart 1924) arbeitet in Kooperation mit diversen anderen Stationen zusammen, unter anderem mit CBS Radio. WOODs Partnersender heißt WOOD-FM.